# Cher Wang
Cher Wang (chinês tradicional: 王雪紅, pinyin: Wáng Xuěhóng; nascida em 15 de setembro de 1958) é uma empresária e filantropa taiwanesa. Como co-fundadora e presidente (desde 2007) da HTC Corporation e fabricante de chipsets integrados VIA Technologies, ela é uma das mulheres mais bem-sucedidas em tecnologia da computação. O pai de Wang era Wang Yung-ching, fundador do conglomerado de plásticos e petroquímicos Formosa Plastics Group e um dos indivíduos mais ricos de Taiwan antes de sua morte em 2008. A partir de 2014, ela é listada como a 54ª mulher mais poderosa do mundo pela Forbes.

## Infância e educação
Wang nasceu em 15 de setembro de 1958, em Taipei, Taiwan. Ela estudou no exterior na The College Preparatory School, em Oakland, na Califórnia, e recebeu seu diploma de bacharel em economia pela Universidade da Califórnia, Berkeley, em 1981.

## Carreira
Wang ingressou na First International Computer (FIC) em 1982. Wang e outros fundaram a VIA em 1987 e a HTC em 1997. Em maio de 2011, a Forbes a classificou, junto com seu marido Wen Chi Chen, como a pessoa mais rica de Taiwan, com um patrimônio líquido de US$ 8,8 bilhões. Em agosto de 2012, Wang foi nomeada a 56ª da lista Forbes entre as 100 mulheres mais poderosas do mundo. A partir de 2014, ela passou à 54ª posição.
Em outubro de 2014, Cher Wang recusou-se a aceitar a Sentença Final da "arbitragem HKIAC / A11022" e recorreu ao Tribunal Superior de Hong Kong (Processo N°:HCCT40 / 2014) perante a juíza Mimmie Chan. Wang afirmou que a sentença era contrária à política pública. O produto VIA VT3421, um chip anti-hack (também chamado de asTF376), era suspeito de ajudar o governo chinês na vigilância de dispositivos móveis de ativistas anticomunistas e de direitos humanos. Em uma audiência perante a juíza Mimmie Chan, no Supremo Tribunal de Hong Kong, o advogado de defesa sustentou que a Sentença violava a ordem pública e a moral de Hong Kong. Em junho de 2015, o Juiz devolveu o caso ao Árbitro Anthony Neoh. O caso incomum foi documentado pelo World Arbitration News, que defende a integridade do processo de arbitragem do HKIAC. O tribunal manteve a condenação em outubro de 2015 e a VIA perdeu o caso por milhões de dólares. O backdoor do chip de prevenção de hackers VT3421/TF376 causa grandes problemas em Taiwan. Onze Senadores Legislativos sugeriram suspender as compras governamentais de produtos de comunicação relacionados à HTC até que a questão do backdoor do chip de controle de hacking VT3421/TF376 da VIA Electronics seja completamente investigada pelo National Security Bureau e pelo National Communication Committee. Em dezembro de 2020, o Supremo Tribunal de Taiwan decidiu que Cher Wang/VIA falhou no caso e a colocou em execução.
Em março de 2015, Cher Wang assumiu o cargo de CEO de Peter Chou e retornou às operações diárias da HTC.
Em setembro de 2017, a HTC e o Google anunciaram um acordo de cooperação de US$ 1,1 bilhão, no qual alguns funcionários da HTC se juntarão ao Google, e o Google receberá o IP da HTC por meio de um contrato de licenciamento não-exclusivo.
A Wang's Charity Foundations detém ações de oito empresas de investimento com valor de mercado superior a US$ 200 milhões. Um artigo de notícias afirmou que apenas US$ 27.000 (0,000135%) foram realmente doados para caridade. Wang processou o repórter e o caso falhou em fevereiro de 2018.

## Filantropia
Em 2011, Wang doou US$ 28,1 milhões para ajudar a fundar o Guizhou Forerunner College, uma faculdade de caridade no sudoeste da China, criada pela Fundação Faith-Hope-Love da VIA Technologies, sem fins lucrativos. A faculdade sem fins lucrativos visa fornecer três anos de educação gratuita ou de baixo custo para estudantes de famílias de baixa renda. Wang afirmou que, se a faculdade for bem-sucedida, ela poderá criar instituições semelhantes adicionais em outras partes do país.
Wang também fez doações significativas para a Universidade da Califórnia, Berkeley, incluindo financiamento para apoiar e aprimorar o prestigioso Prêmio de Matéria Condensada Oliver E. Buckley da American Physical Society, concedido a pesquisadores que fazem contribuições consideráveis para o campo da física da matéria condensada.
Wang e Chen também fornecem financiamento para apoiar um programa colaborativo entre os departamentos de psicologia da UC Berkeley e da Tsinghua University em Pequim. O Programa Berkeley-Tsinghua para o Estudo Avançado em Psicologia visa criar e apoiar pesquisas psicológicas colaborativas entre professores e alunos de ambas as universidades.
Em agosto de 2012, Wang doou 6.000 tablets HTC Flyer para 60 escolas de ensino médio em Taipei.

## Vida pessoal
Wang é uma filantropa que diz preferir ficar fora dos holofotes. Ela começou a se inserir na política de Taiwan apoiando o presidente de Taiwan, Ma Ying-jeou, em sua tentativa de reeleição e expressando seu apoio ao Consenso de 1992 . Seu marido é Wen Chi Chen, CEO da VIA Technologies. Wang é cristã e tem dois filhos.

## Controvérsias
Wang foi acusada de apoiar e financiar grupos e atividades anti-LGBTQ em Taiwan, incluindo cooperação com o grupo International House of Prayer, com sede nos EUA. Estima-se que US$ 388 milhões foram doados por meio de duas organizações sem fins lucrativos administradas por ela a grupos anti-LGBTQ em Taiwan nos últimos cinco anos.
A Suprema Corte de Taiwan decidiu pela inconstitucionalidade da proibição do casamento entre pessoas do mesmo sexo descrita pelo Código Civil, e pretendia alterá-la até 24 de maio de 2019. Por isso, em 4 de maio de 2019, Wang e sua "Fundação Fé, Esperança e Amor" junto com o Partido Democrático Progressista, do legislador Lin Tai-hua, elaboraram um projeto de lei de "união do mesmo sexo" que contém uma cláusula de "casamento falso" que autorizaria promotores ou agências de assistência social a solicitar que um tribunal intervenha e revogue uma união do mesmo sexo se parentes dentro de três graus de consanguinidade de qualquer um dos cônjuges acreditarem que a união não teve o propósito de "viver a vida juntos". A versão também tem uma cláusula que diz: “como a consciência e a liberdade de uma pessoa não devem ser afetadas pela promulgação deste ato, transmitir ou inculcar crenças contra a relação descrita no artigo 2º (união entre pessoas do mesmo sexo) não constitui discriminação”. O projeto de lei foi chamado pelo legislador de Taiwan e pelo ativista dos direitos LGBT Yu Mei-nu de "discriminação severa contra casais do mesmo sexo", questionando o direito de examinar a sinceridade dos casamentos de outros casais.